# Paguate (Nuevo México)
Paguate es un lugar designado por el censo ubicado en el condado de Cíbola en el estado estadounidense de Nuevo México. En el Censo de 2010 tenía una población de 421 habitantes y una densidad poblacional de 21,94 personas por km².

## Geografía
Paguate se encuentra ubicado en las coordenadas 35°8′16″N 107°21′55″O / 35.13778, -107.36528. Según la Oficina del Censo de los Estados Unidos, Paguate tiene una superficie total de 19.19 km², de la cual 19.15 km² corresponden a tierra firme y (0.2%) 0.04 km² es agua.

## Demografía
Según el censo de 2010, había 421 personas residiendo en Paguate. La densidad de población era de 21,94 hab./km². De los 421 habitantes, Paguate estaba compuesto por el 1.66% blancos, el 0% eran afroamericanos, el 95.96% eran amerindios, el 0.24% eran asiáticos, el 0% eran isleños del Pacífico, el 0.24% eran de otras razas y el 1.9% pertenecían a dos o más razas. Del total de la población el 3.56% eran hispanos o latinos de cualquier raza.